# Eleccions generals espanyoles d'agost de 1872

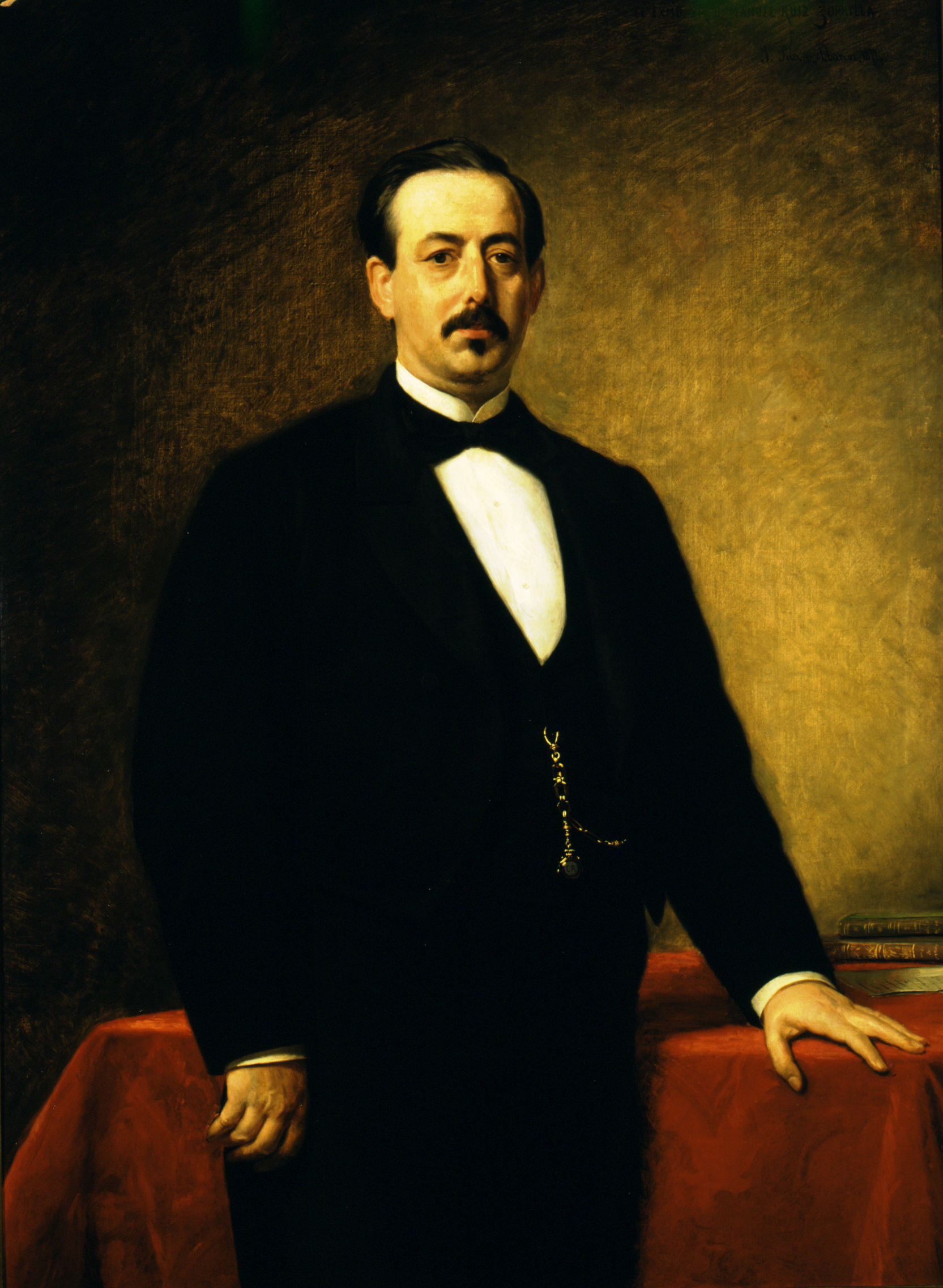
Manuel Ruiz Zorrilla, cap del Partit Radical

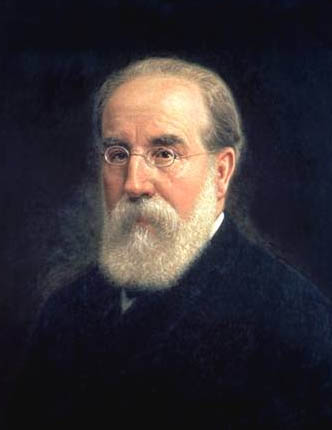
Francesc Pi i Margall, cap dels republicans federals

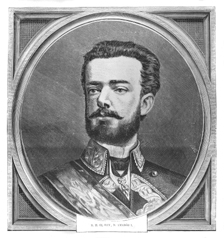
El rei Amadeu I. La seva abdicació va provocar la proclamació de la Primera República

Les eleccions generals espanyoles d'agost de 1872 foren convocades el 24 d'agost de 1872 sota sufragi universal masculí. Foren les terceres i últimes eleccions convocades durant el breu regnat d'Amadeu I, quan el seu cap de govern Manuel Ruiz Zorrilla no va obtenir majoria suficient per a poder formar govern.
En total foren escollits 391 diputats, endemés dels 11 de Puerto Rico i 18 de Cuba. A causa de l'esclat de la Tercera Guerra Carlina el País Basc era en estat d'insurrecció i els carlins controlaven part d'Aragó, Navarra i País Valencià. Alhora, els conservadors (que havien perdut el poder), els republicans federals intransigents i els partidaris de la Primera Internacional demanaren el retraïment (abstenció).
Els radicals guanyaren novament les eleccions i Ruiz Zorrilla tornà a formar govern. El president del Congrés dels Diputats fou Nicolás María Rivero i el president del Senat fou Laureà Figuerola i Ballester, ambdós radicals. Però l'11 de febrer de 1873 Amadeu I va abdicar i aleshores Congrés i Senat, en sessió conjunta, es constituïren en Assemblea Nacional, presidida per Cristino Martos Balbi (fins al 20 de març) i després per Emilio Castelar. Es proclamà la Primera República Espanyola per 258 vots contra 32, i fou nomenat president Estanislau Figueras i de Moragas, qui convocà noves eleccions per al 10 de maig de 1873.

## Composició de la Cambra
| ← Eleccions generals espanyoles, 24 d'agost de 1872 → |        |                              |
| Partit                                                | Escons | Líder                        |
| Partit Radical                                        | 274    | Manuel Ruiz Zorrilla         |
| Partit Republicà Democràtic Federal                   | 78     | Francesc Pi i Margall        |
| Independents constitucionals                          | 14     | Práxedes Mateo Sagasta       |
| Monàrquics alfonsins                                  | 9      | Antonio Cánovas del Castillo |
| Carlins independents                                  | 3      |                              |
| Republicans unitaris                                  | 2      |                              |
| No establerts                                         | 11     |                              |

## Resultats per circumscripcions

### Catalunya
- Barcelona
  - Víctor Balaguer i Cirera (Partit Radical)
  - Miquel Baltà i Pujol
  - Pere Cisa i Cisa
  - Joaquim Escuder (Partit Republicà Democràtic Federal)
  - Tomàs Fàbregas
  - Estanislau Figueras i de Moragas (Partit Republicà Democràtic Federal)
  - Fèlix Macià i Bonaplata (Partit Radical)
  - Anicet Mirambell i Carbonell (Partit Radical)
  - José María Orense Mila de Aragón (Partit Republicà Democràtic Federal)
  - Eusebi Pascual i Casas (Partit Republicà Democràtic Federal)
  - Francesc Pi i Margall (Partit Republicà Democràtic Federal)
  - Joan Pla i Mas (Partit Republicà Democràtic Federal)
  - Robert Robert i Casacuberta (Partit Republicà Democràtic Federal)
  - Baldomer Roig (Partit Republicà Democràtic Federal)
  - Josep Rubau Donadeu i Corcellés (Partit Republicà Democràtic Federal)
  - Frederic Rusca i Iglesias (Partit Republicà Democràtic Federal)
  - Ignacio Sabater Arauco
  - Salvador Sanpere i Miquel (Partit Republicà Democràtic Federal)
  - Santiago Soler i Pla (Partit Republicà Democràtic Federal)
- Girona
  - Adolf Clavé i Flaquer
  - Eusebi Corominas i Cornell
  - Narcís Guillem i Tomàs
  - Antonio Orense y Lizaur
  - Anicet Puig i Descals (Partit Radical)
  - Francesc Sunyer i Capdevila (Partit Republicà Democràtic Federal)
  - Joan Tutau i Vergés (Partit Republicà Democràtic Federal)
  - Antoni Vicens i Pujol (Partit Republicà Democràtic Federal)
- Lleida
  - Josep Canut i Especier
  - Antoni Maria Fontanals i Miret
  - Bernardo García Fernández
  - Simón Gris Benítez
  - Carles Martra
  - Antoni Mola i Argenís
  - Gregori Moncasi i Castel
  - Ramon Nouvillas i Ràfols (Partit Republicà Democràtic Federal)
  - Romualdo Palacio
  - Eusebi Pascual i Casas (Partit Republicà Democràtic Federal)
  - José María Patiño
- Tarragona
  - Buenaventura Abarzuza Ferrer (Partit Republicà Democràtic Federal)
  - Joan Josep Borrell i Miquel
  - Pau Bosch i Barrau
  - Climent Escardó i Llasat
  - Josep Franquet i Dara
  - Joaquim Rius i Espina Montaner
  - Pere Rodon i Gallisà
  - Fermín Villamil y Cancio

### Illes Balears
- Joaquim Fiol i Pujol (Partit Radical)
- Pedro de Gorostiza y Salas (Partit Radical)
- Eusebi Pascual i Orrios
- Joaquín Peralta y Pérez de Salcedo (Partit Radical)
- Rafael Prieto i Caules (Partit Radical)
- Gabriel Reus i Lladó (Partit Radical)
- Pere Sans i Serra (Partit Radical)
- Josep Simón i Castañer
- Antoni Villalonga Pérez (Partit Republicà Democràtic Federal)

### País Valencià
- Alacant
  - Antonio Aura Boronat (Partit Republicà Democràtic Federal)
  - Miquel Colomer i Bergez (Partit Republicà Democràtic Federal)
  - Sebastián Fajardo Duarte
  - Lorenzo Fernández Muñoz
  - Lorenzo Fernández Vázquez
  - Alejandro García Pujol
  - Rafael Izquierdo
  - Eleuterio Maisonnave Cutayar (Partit Republicà Democràtic Federal)
  - Teodoro Martel y Fernández de Córdoba
  - Pere Mata i Fontanet (constitucional)
  - José Poveda Escribano (Partit Radical)
  - Cristóbal Valdés y Ferris
- Castelló
  - José María Alonso de Beraza (Partit Radical)
  - Francisco de Paula Canalejas Casas (Partit Radical)
  - Francisco González Chermá (Partit Republicà Democràtic Federal)
  - José Fernando Hernández Socarras
  - Juan Domingo Ocón Aizpiolea (Partit Republicà Democràtic Federal)
  - Facundo de los Ríos Portilla (Partit Radical)
  - Josep Rosell i Piquer
  - Luis Vidart Schuch (Partit Radical)
- València
  - José Vicente Agustí Saturres (Partit Republicà Democràtic Federal)
  - Felipe Asensi Lacomba (Partit Radical)
  - Vicent Barberá i Villegas (Partit Republicà Democràtic Federal)
  - Francisco Castell Miralles (Partit Radical)
  - Pascual Fandos Fandos (Partit Radical)
  - Estanislao García Monfort (Partit Radical)
  - Sinibaldo Gutiérrez Mas (Partit Radical)
  - Luis de Molini Martínez (Partit Radical)
  - Cristòfol Pascual i Genís (Partit Radical)
  - José Pérez Guillén (Partit Republicà Democràtic Federal)
  - Josep Peris i Valero (Partit Radical)
  - Joan Piñol i Verges (Partit Radical)
  - Domingo Ripoll y Gimeno (Partit Radical)
  - Josep Rosell i Piquer
  - Josep Soriano i Plasent (Partit Radical)
  - Josep Cristòfol Sorní i Grau (Partit Republicà Democràtic Federal)